# James Irwin

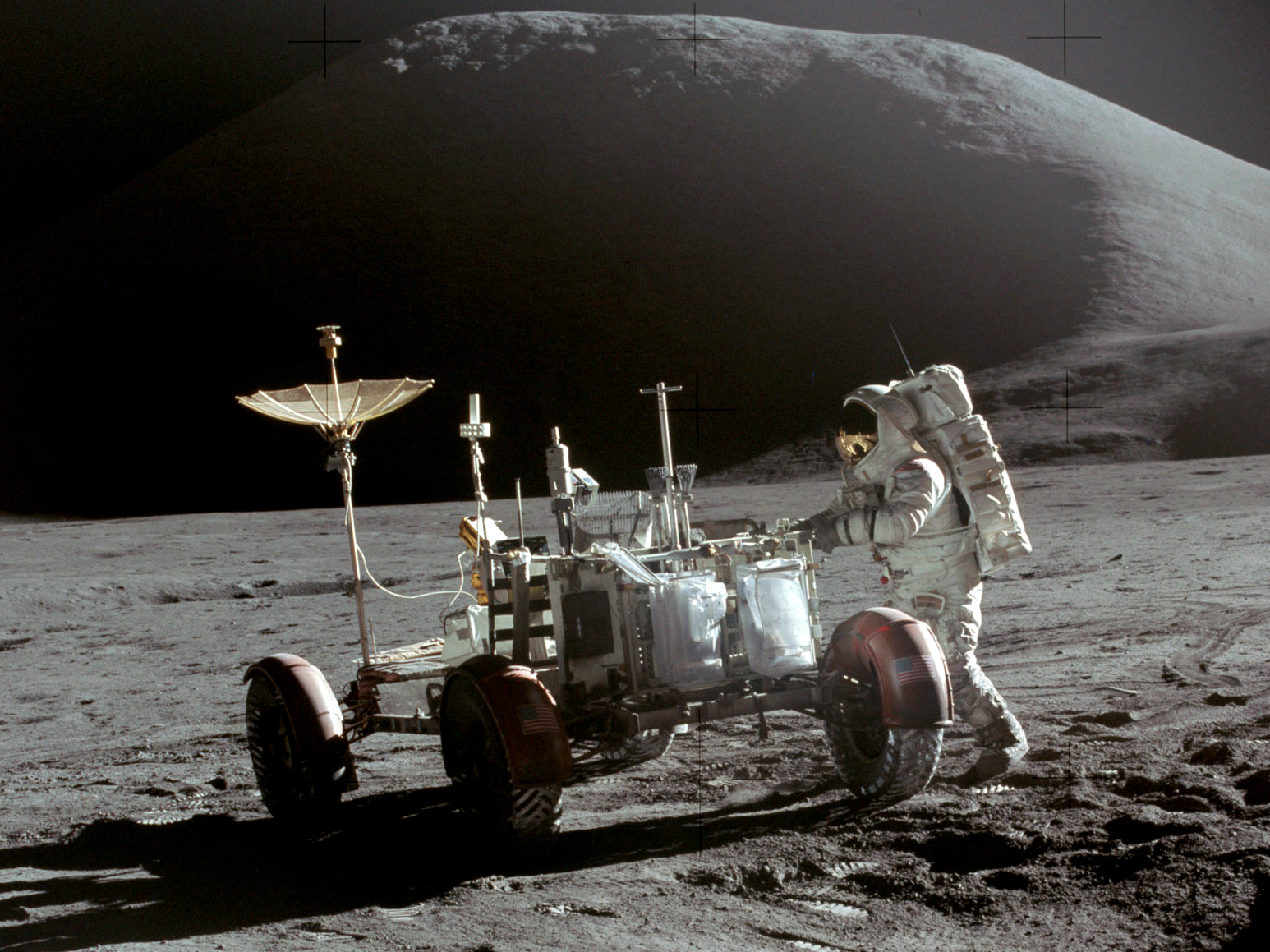
Jim Irwin, LRV, Apollo-15-Mission

James Benson Irwin (17. března 1930, Pittsburgh, Pennsylvania, USA – 8. srpna 1991, Glenwood Springs, Colorado, USA) byl americký astronaut, člen expedice Apollo 15, který jako osmý člověk chodil po Měsíci.

## Život

### Mládí a výcvik
Narodil se sice 17. března 1930 v Pittsburgu, ale mládí prožil v Colorado Springs. Vysokou školu absolvoval v Salt Lake City v Utahu. Stal se z něj námořní inženýr a absolvoval v roce 1951 i námořní akademii (United States Naval Academy). Poté pokračoval ve studiu na University of Michigan, obor letecké inženýrství, diplom získal roku 1957. Letecký výcvik absolvoval na vojenských základnách v Texasu. Stal se z něj výtečný zkušební pilot, nalétal 6650 hodin, měl i vážnou nehodu s řadou zranění. Do NASA, jeho střediska amerických astronautů se dostal v dubnu 1966. Nejdříve se zacvičil do funkce člena záložní posádky Apolla 12, pak už do vesmíru letěl.

### Let s Apollo 15
Svůj let na Měsíc odstartoval s kolegy A. M. Wordenem a D. R. Scottem z mysu Canaveral 26. července 1971 ve svých 41 letech, a to po pěti letech příprav. Na Měsíci přistáli v modulu Falcon. Cílem expedice bylo nalézt nejstarší horninu Měsíce - zvanou „bílý kámen“. Během rekordních tří dnů na Měsíci nasbírali na 70 kg hornin, k čemuž jim pomohl poprvé užitý měsíční automobil „Rover“. Jejich start z Měsíce snímala poprvé kamera. Na Zemi se vrátili 7. srpna, přistáli na hladině Tichého oceánu. Ve vesmíru strávili 12 dní.
- Apollo 15 (26. července 1971 – 7. srpna 1971)

### Po letu do vesmíru
Plukovník Irwin odešel ve svých 42 letech dne 1. srpna 1972 z armády i NASA. V témže roce v Coloradu Springs založil náboženskou organizaci Výškový let (High Flight Foundation), která se věnuje šíření evangelia po světě. Napsal několik knížek, mezi nimi knihu To Rule the Night, kde svůj život i let popsal. V roce 1982 vedl výpravu k hoře Ararat v Turecku a hledal Noemovu Archu. Byl ženatý a měl čtyři děti. V květnu 1990 navštívil Československo. Při této návštěvě předal prezidentu Václavu Havlovi naši vlajku, kterou měl s sebou na Měsíci. V srpnu 1991 zemřel na infarkt myokardu a je pohřben v národním hřbitově v Arlingtonu.